# Nephelometric Turbidity Unit

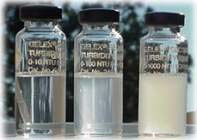
Proben mit 5, 50 und 500 NTU

Die Nephelometric Turbidity Unit (Nephelometrischer Trübungswert; NTU) ist eine in der Wasseraufbereitung verwendete Einheit für die Trübung von Flüssigkeiten. Sie ist die Einheit einer mit einem kalibrierten Nephelometer gemessenen Trübung einer Flüssigkeit.

## Weitere Einheiten
Die Einheit NTU ist eher im US-amerikanischen Bereich gebräuchlich. Der Grenzwert für die Trübung von Trinkwasser liegt dort und in der Bundesrepublik Deutschland bei 1 NTU.
In der Bundesrepublik Deutschland ist die Einheit TE/F (Trübungseinheit/Formazin) gebräuchlich (In der Trinkwasserverordnung von 2001 wird die Einheit NTU verwendet).
Der internationale Trübungsstandard ist die Chemikalie Formazin, die in Wasser unterschiedlich große Partikel bildet. Davon abgeleitete Einheiten sind:
- Im Brauereiwesen:
  - ASBC (American Society of Brewing Chemists)
  - EBC (European Brewery Convention)
- In der Wasseraufbereitung (ISO 7027)
  - FAU (Formazine Attenuation Units)
  - FNU (Formazine Nephelometric Units)
  - FTU (Formazine Turbidity Unit)
  - NTU (Nephelometric Turbidity Unit)
  - TE/F (Trübungseinheit/Formazin)

### Umrechnung
| 1 EBC | 1 FNU 1 NTU 1 FTU 1 FAU | 1 ASBC |                 |
| 1     | 0,25                    | 0,014  | EBC             |
| 4     | 1                       | 0,057  | FNU NTU FTU FAU |
| 70    | 17,5                    | 1      | ASBC            |